# 石松政之
石松政之（天正元年（1573年）－慶長5年（1600年）），日本戰國時代、安土桃山時代的武將，又稱「安兵衛」，為立花家臣，是母衣武者暨足輕頭。

## 生平

### 家族背景
石松政之的父親石松源五郎原為大友宗麟的家臣，於天正8年（1580年）2月曾獨自領軍由豐後經日田街道北上筑前，攻打秋月種實佈署於南方、由將領木村甲斐守鎮守的長尾城；石松源五郎突破秋月軍的防線，到達位於筑前的立花山城會見大友家的重臣立花道雪，並拿到道雪激勵大友家諸將的檄文返回豐後，因而獲大友宗麟賜名為「石松隼人」。之後石松源五郎再度北上，至同年5月間三次攻打長尾城，據載其武名令秋月軍畏懼。之後，推測石松源五郎做為宗麟的寄騎被派遣至立花道雪軍中，參與在筑前和筑後的各項戰事，數次立下戰功。
有次道雪秘密吩咐劍術老練的源五郎斬殺有罪的某家父子三人，源五郎將父子三人誘騙至家中招待，在斬殺其父與長男後，此時源五郎的刀顎處已經歪曲，次男拔刀擋下源五郎的斬擊，僵持之際，源五郎之妻原本在屋後種菜，聽到家中有騷動而進屋瞧見事態，於是以薙刀隔著門刺向次男背部貫穿至前胸，後再返回屋後種菜。事後，源五郎到屋外詢問，才得知是妻子幫助自己殺敵；此事後政之之母亦因此被認為是心性剛強的女性。
天正13年（1585年），立花道雪於筑後遠征病逝，翌年島津家挾著大量兵力北征九州，筑前的大友家剩餘統領岩屋和寶滿二座城池的高橋紹運以及立花山城的立花宗茂作為防守。此時，高橋紹運打算在岩屋城以7百餘人抵擋島津軍的5萬兵力，紹運實子立花宗茂聽聞後，派出「立花四天王」之一的十時連貞和石松源五郎作為使者傳話，希望高橋紹運能一同在立花山城守備；高橋紹運拒絕立花宗茂的要求，並以「不要出兵援助」作為答覆後，送回十時連貞，石松源五郎則因高橋紹運決定死守抗戰而留下幫助，紹運為回報源五郎而讓他繼承高橋家重臣名將竈門鎮意之名譽，賜與他「高橋越前」的名字。天正14年（1586年）7月27日，經過兩周的激戰後，高橋紹運和石松源五郎等7百餘人全員陣亡，島津軍則死傷4千3百餘人。

### 拔擢立功
石松源五郎戰死後，立花宗茂為報答石松源五郎的犧牲而提拔未滿二十歲的石松政之為母衣武者，而他也受到立花家臣們的讚賞，因而得以向立花家老兼武者奉行的內田鎮家學習大友家軍師蒲池宗碩的兵法，之後跟隨立花宗茂轉戰各地立下戰功。
天正15年（1587年），經過豐臣秀吉發動之「九州征伐」後，立花家因功受領筑後柳川成為大名，於同年9月下旬參與肥後一揆討伐。戰事平息後，翌年天正15年（1587年）5月27日，一揆的主導者隈部親永一族十二人被送到立花家居城柳川城等待處分，立花宗茂考量到隈部一族的武士名譽，採用「放討」的方式實行處分，選出十二名家臣單挑隈部一族，石松政之被選為其中一名討手，於戰鬥中討殺對手。
之後，石松政之做為立花家32槍柱與力頭之一，跟隨立花家參與文祿元年至慶長3年（1592至1598年）由豐臣秀吉發動的「朝鮮戰役」。文祿5年（1596年）時，他領有7百石並代官職百石俸祿，配給三挺鐵砲。

### 江上八院合戰
朝鮮戰役結束後，於慶長5年（1600年）「關原之戰」時期，立花家加入西軍。由於立花軍被派往攻打大津城而未加入主戰場。9月16日，立花宗茂在接到西軍戰敗的消息後，前往大坂城勸說毛利輝元採取籠城抗戰未成，便返回柳川；此時鍋島直茂由西軍變節至東軍並率3萬2千軍力攻打立花家，立花宗茂在居城柳川城配置1萬3千人的兵力抵抗，並指派家老小野鎮幸為總大將、率3千兵力出城對陣。
10月20日，在「江上八院合戰」中，小野鎮幸以1千3百兵力對戰鍋島軍約3至5千兵力的先鋒部隊，石松政之此時擔任足輕頭也領一隊參戰，並在開戰前夕和安東範久擔任先鋒；由於小野鎮幸的與力松隈小源誤傳軍令，間接激怒石松政之和安東範久，兩人率軍突入敵陣爭搶「一番槍」的戰功，與鍋島軍決戰。鍋島先鋒部隊的先陣遭政之和範久攻打敗退，後陣即遞補而上並包圍所率兵力相差懸殊的兩人，此時立花軍仰賴立花統次的攻勢在戰場取得短暫優勢，於統次陣亡後則居於劣勢；立花鎮實、立花親雄父子和新田鎮實、安東幸貞率隊援救石松政之和安東範久，因兵力懸殊，且後陣的友軍矢島重成、千手喜雲未能接著出戰支援，於是逐漸遭到鍋島先鋒軍反擊，石松政之等人皆戰死。最終立花軍靠著立花成家發動奇襲和小野鎮幸的防守而不致潰敗，鍋島軍因而未進逼柳川城。
戰爭結束後，立花家受改易處分，石松政之的主君宗茂因此成為浪人，而石松政之等陣亡於江上八院的立花家將領之後獲當地人民立碑拜祭。

## 逸聞
- 文祿5年(1596年)，當立花家與宇喜多家於伏見城發生爭執時，石松政之與一眾立花家臣做為護衛緊緊跟隨主君宗茂身旁，共同出入伏見城、大坂城等各處警護其人身安全，防範宇喜多家的襲擊。此時政之脫去衣袴、帶著脇差短刀，裝扮成像是負責持草鞋的僕從一般[33][34]。

- 文祿5年(1596年)7月，某次立花宗茂乘坐駕籠經過伏見淀川邊，偶遇宇喜多秀家也正乘駕籠在路上，宇喜多的家臣前來詢問是誰家的駕籠，但宗茂吩咐隨從小野七郎以及負責抬駕籠的石松政之、安東幸貞不要停下，於是宇喜多家臣又追來問了一遍，宗茂於是喝斥了宇喜多家臣，親自出面說明:「無禮之徒，給我退下，膽敢阻擋我這接受了太閤豐臣殿下密命而需要經過此道之立花宗茂，你們又是何人!」，同時石松政之脫下上衣，威嚇著逼近宇喜多家臣的帶頭者說到:「若是想阻擾接受太閤殿下密命的宗茂公的話，宇喜多殿下會遭到什麼樣的懲罰，應該很清楚吧!」於是宇喜多家臣退走，秀家乘川舟離去[35][36]。

- 石松政之師從內田鎮家得來的蒲池宗碩所傳之兵法「源義經之衣川之卷」相關書物，在政之於江上八院之戰戰死後，由竈門助右衛門收取，雖傳聞書物紛失，但現仍收藏在立花家御軍書中[13]。

## 資料來源
1. ↑  『筑後将士軍談』 卷之第二十二 江上合戦之事 P.612 （页面存档备份，存于）1600年江上合戰時記載為27歲，逆推生年為1573年。
2. ↑  石松隼人
3. ↑  .   [2022-07-19]. （原始内容存档于2022-07-19）.
4. ↑  『旧柳川藩志』第十八章 人物 第八節 烈女・貞婦列伝 石松源五郎夫人769~770頁
5. ↑  『長編歴史物語戦国武将シリーズ（1）立花宗茂』 P.205頁
6. ↑  .   [2022-08-23]. （原始内容存档于2022-08-23）.
7. ↑  竈門勘解由允。曾討取立花鑑載之首級而立下大功。之後向大友宗麟請願希望做為高橋紹運的同心眾家臣，於天正13年（1585年）得到同意，改名高橋越前。戦国大名分固における領主層の編成原理をめぐって P.23
8. ↑  『長編歴史物語戦国武将シリーズ（1）立花宗茂』 P.205~206
9. ↑  .   [2022-08-23]. （原始内容存档于2022-08-23）.
10. ↑  『橘山遺事』 P.26 （页面存档备份，存于）、『橘山遺事』 P.174 （页面存档备份，存于）
11. ↑  .   [2022-07-09]. （原始内容存档于2022-07-09）.
12. ↑  『柳川藩叢書』第一集  補遺（七三）母衣大将并使番 203~204頁
13. 1 2  『柳川史話』第一卷 人物篇（其の一） 一三、宗茂公の兵法書に就て（衣川卷と師鑑抄）(一)・(二)　P.31～33
14. ↑  『長編歴史物語戦国武将シリーズ（1）立花宗茂』三十八 肥後一揆 起る P.108~110頁、三十九 統虎 平山城を救援す P.110~113頁、四十 統虎 有動氏を破る P.114~118頁
15. ↑  中野等 『立花宗茂』P.52~54
16. ↑  .   [2022-08-23]. （原始内容存档于2022-07-19）.
17. ↑  中野等 『立花宗茂』P.55~56
18. ↑  『柳川市史』史料編Ｖ近世文書（前編）21小野文書 八二 軍勢注文写 天正十五年五月廿七日肥後國住人隈部筑後守親永、柳川黒御門前にて御成敗之節出合申候御人数之覚 P.99~100頁
御人数引廻 由布壱岐守惟次
十時摂津守連貞、十時勘解由惟元、十時傳右衛門惟道、池邊龍右衛門永晟、池邊彦左衛門貞政、安東五郎右衛門範久、安東善右衛門常久、石松安兵衛政之、原尻宮内鎮清、新田掃部助鎮実、内田忠右衛門統続、森下内匠規寬
十貳人外ニ掛通り 森又右衛門信清
跡押 小野和泉守鎮幸
19. ↑  『長編歴史物語戦国武将シリーズ（1）立花宗茂』四十四 黒門の戦い P.126~128頁
20. ↑  『柳河戦死者名譽錄』（三四）筑後柳河黑門前 天正十六年五月廿七日 P.18頁
21. ↑  『柳川の歴史4・近世大名立花家』P.102~105頁。
22. ↑  《旧柳河藩志》第三章・藩治、第三節・藩政、第二・軍政組織 P.154~155）
23. ↑  『柳川市史』史料編Ｖ近世文書（後編）補1立花文書 六四 御家中鐵砲付之事「文祿五年(1596年)十月十六日」P.636
24. ↑  『筑後将士軍談』 卷之第二十三 柳川久留米山下開城之事 P.618 （页面存档备份，存于）、『長編歴史物語戦国武将シリーズ（1）立花宗茂』百五 八の院の戦い P.282
25. ↑  『筑後将士軍談』 卷之第二十三 柳川久留米山下開城之事 P.618 （页面存档备份，存于）、『長編歴史物語戦国武将シリーズ（1）立花宗茂』百五 八の院の戦い P.284
26. ↑  『日本戦史・関原役』（第七篇　本戦前後東西各地ノ諸戦 第十七章　柳河）
27. ↑  .   [2022-08-23]. （原始内容存档于2022-07-19）.
28. ↑  .   [2022-08-23]. （原始内容存档于2022-07-19）.
29. ↑  『柳川市史』史料編Ｖ近世文書（前編）21 小野文書・一六六 「小野和泉・立花吉左衛門・十時源兵衛申分覺」(小野文書312) P.132~133。
30. ↑  八院の戦い史跡
31. ↑  『柳河戦死者名譽錄』（三七）筑後江上八院 慶長五年十月廿日 P.22~25
32. ↑  『長編歴史物語戦国武将シリーズ（1）立花宗茂』百五 八の院の戦い P.282～292
33. ↑  .   [2022-08-23]. （原始内容存档于2022-08-23）.
34. ↑  『長編歴史物語戦国武将シリーズ（1）立花宗茂』七十二 立花と宇喜多の騒動 P.198~202頁
35. ↑  .   [2022-08-23]. （原始内容存档于2022-08-23）.
36. ↑  『長編歴史物語戦国武将シリーズ（1）立花宗茂』七十三 伏見川辺の騒動 P.202~205頁

1. 筑後史談会／編，《筑後人物便覧》，福岡县文化会館、筑後史談会　昭和10年刊の複製，1935年：25頁
2. 渡边村男，《旧柳川藩志、下卷》，柳川山門三池教育会，1957年：61頁

## 外部連結
- 江上・八院合戦